# Dayana Mendoza
Dayana Mendoza, född 1 juni 1986 i Caracas, Venezuela, är en venezuelansk fotomodell. Hon vann skönhetstävlingen Miss Universum 2008 efter att ha tävlat om titeln med 80 andra deltagare.